# Астарта (молюск)
Аста́рта (Astarte) — рід двостулкових молюсків родини Astartidae. 
Черепашка невелика, міцна, округло-трикутної форми, з концентричними ребрами. 
Замковий апарат міцний, складається з кардинальних і слаборозвинених бічних зубів. 
Астарта живе переважно в холодних арктичних басейнах на піщаному або піщано-мулистому дні в субліторальній зоні. Окремі види астарт зустрічаються в холодних абісальних водах тропічної області. 
Види A. borealis, A. arctica відомі з третинних і четвертинних відкладів. 
У межах України у викопному стані астарти відомі з еоценових (Дніпропетровщина) та юрських (Крим, Дніпровська і Львівська западини) відкладів.